# Beatles for Sale No. 2
Beatles for Sale (No. 2) è il nono EP dei Beatles, pubblicato in Gran Bretagna il 4 giugno 1965 dalla Parlophone. L'EP venne pubblicato solamente in formato mono.

## Tracce
1. I'll Follow the Sun (John Lennon e Paul McCartney)
2. Baby's in Black (John Lennon e Paul McCartney)
3. Words of Love (Buddy Holly)
4. I Don't Want to Spoil the Party (John Lennon e Paul McCartney)

## Musicisti
- George Harrison — chitarra solista, voce
- John Lennon — voce, chitarra ritmica
- Paul McCartney — voce, basso
- Ringo Starr — batteria, percussioni